# Kakovatos

Der Siedlungshügel von Kakovatos von Norden

Kakovatos (griechisch Κακόβατος) bezeichnet einen kleinen modernen griechischen Küstenort sowie eine archäologische Fundstätte ca. 1,5 Kilometer landeinwärts. Kakovatos liegt ca. drei Kilometer südlich von Zacharo im gleichnamigen Gemeindebezirk in der antiken Landschaft Triphylien im Westen der Peloponnes in der Region Ilia. Drei Tholos-Gräber sowie die Reste einer Ansiedlung aus dem 16.–15. Jahrhundert v. Chr. bezeugen die Bedeutung des Ortes in der frühmykenischen Epoche. Heute sind nur mehr die Stellen zweier Gräber und die topographische Lage der Wohnbebauung auf der Akropolis erkennbar.

## Forschungsgeschichte
Wilhelm Dörpfeld erforschte in den Jahren 1907–08 vor allem drei von ihm entdeckte Kuppelgräber. Den zugehörigen Siedlungsplatz auf dem Hügel südlich dieser Gräber legte er in großen Teilen frei, publizierte allerdings die Ergebnisse seiner Arbeiten nicht abschließend. Dörpfeld glaubte, das in der Ilias beschriebene „sandige“ Pylos des Nestor entdeckt zu haben. 2009 wurden die Ausgrabungen durch Klassische Archäologen der Universität Freiburg unter der Leitung von Birgitta Eder in Zusammenarbeit mit dem griechischen Antikendienst (7. Ephorie unter der Leitung von Georgia Chatzi-Spilopoulou) wieder aufgenommen. Die Feldarbeiten wurden 2011 abgeschlossen, die Aufarbeitung der Funde wird kontinuierlich weitergeführt.

## Archäologische Befunde
Dörpfelds Grabungen förderten aus den zu seiner Zeit bereits zum Teil geplünderten Gräbern eine ganze Reihe frühmykenischer Grabbeigaben zu Tage, die heute im Nationalmuseum von Athen aufbewahrt werden und beweisen, dass sich auch in Triphylien wie in den Landschaften Argolis, Lakonien und Messenien kleinräumige Herrschaftsbereiche mit hervorgehobenen Siedlungs- und Begräbnisstätten frühmykenischer Eliten herausbildeten. Neben mykenischer Keramik in der Gestalt von sog. Palaststilamphoren des frühen 15. Jahrhunderts v. Chr. fanden sich u. a. auch Bernsteinschmuck (mehr als 500 Bernsteinperlen), Amethyst- und Glasperlen, Elfenbeineinlagen, Goldschmuck sowie ein in Gestalt einer Eule verziertes Goldblech, das enge Parallelen in zeitgleichen Gräbern Messeniens hat. Ein minoisch-mykenischer Siegelring, der angeblich durch Arthur Evans erworben wurde und bei Kakovatos gefunden worden sein soll, befindet sich heute im Ashmolean Museum in Oxford (sog. Ring des Nestor) und gilt als „Meisterwerk der minoisch-mykenischen Glyptik“. Die Herkunft aus Kakovatos ist allerdings unbestätigt. Die jüngsten datierbaren Funde aus den Gräbern gehören der Periode Späthelladisch IIB, also dem 15. Jahrhundert v. Chr. an.
Der Gebäudekomplex auf dem Hügel südlich der Tholoi ist durch die neueren Grabungen vollständig freigelegt worden. Soweit die ausgesprochen intensive Erosion des Hügels Aussagen erlaubt, scheint sich die Bebauung hauptsächlich auf den Westen des Hügels, der sog. „Akropolis“ konzentriert zu haben, wie auch verschiedene Prospektionen und Feldbegehungen ergaben. In den Jahren 2010 bis 2011 wurde der bereits von Dörpfeld teilweise erforschte Gebäudekomplex mit den Resten zweier in den anstehenden Boden eingetieften Wirtschafts- und Vorratsräumen (u. a. für Feigen) sowie eine große Stützmauer unterhalb des Hügelplateaus freigelegt und in Vorberichten publiziert. Die erhaltenen Reste des Gebäudekomplexes wurden anscheinend in SH IIB angelegt und noch in der zweiten Hälfte des 15. Jahrhunderts (Phase SH II B) durch Brand zerstört. Von Westen war eine gewaltige Stützmauer sichtbar, über der der Gebäudekomplex sichtbar über der Küstenebene thronte.

## Interpretation
Wilhelm Dörpfeld identifizierte die Siedlung bei Kakovatos mit dem homerischen Pylos, dem Sitz des mythischen Königs Nestor. Außer den reichen Gräbern veranlasste auch die topographische Lage Dörpfeld zu dieser These: Das an vielen Stellen der Ilias als „sandig“ bezeichnete Pylos des Nestor passte besser zu Kakovatos als der moderne Ort Pylos bzw. diesem nahe gelegene antike Pylos zu Homers Angaben. Der sogenannte Palast des Nestor, einige Kilometer von Pylos entfernt, wurde erst ca. 30 Jahre nach Dörpfelds Forschungen bei Kakovatos entdeckt und ab 1952 systematisch von Carl Blegen ausgegraben. Seitdem gilt dieser Fundplatz als das mykenische Pylos, das auch bei Homer oft genannt wird. Gegen eine Identifizierung der Siedlung von Kakovatos mit dem homerischen Pylos spricht auch deren frühe Zerstörung und Aufgabe.
Der frühmykenische Gebäudekomplex von Kakovatos bildet eines der seltenen Beispiele für hervorragende Siedlungsstrukturen der frühmykenischen Zeit, zu denen in vielen Fällen nur die Grabstätten bekannt sind. Aufgrund der Beigaben in den Tholosgräbern gehörte Kakovatos zu den bedeutendsten Orten des frühmykenischen Griechenland mit Verbindungen nach Messenien und in die Argolis. Von historischer Bedeutung ist sicher die Aufgabe dieses Ortes im 15. Jh. v. Chr., der sich in der frühmykenischen Epoche unter den anderen Orten der Region hervorhebt. Es liegt nahe, dies im Zusammenhang mit anderen historischen Umbrüchen des 15. und 14. Jh. v. Chr. in Griechenland zu interpretieren (bspw. Fall von Knossos, die Aufgabe des Menelaion, Ende der „Kriegergräber“) und darin die mögliche Übernahme durch eine auswärtige Macht (Pylos?) zu erkennen.